# Los Molinos, Chile
Los Molinos este un târg din provincia Valdivia, regiunea Los Ríos, Chile, cu o suprafață de  km2. 